# Nelly Sander
Nelly Sander (* 13. Oktober in Montfort (Limburg)) ist eine niederländische Schlagersängerin.

## Leben und Karriere
Sander wurde die Musik sozusagen schon in die Wiege gelegt. Während ihr Vater Teil eines bekannten Musikerduos war, sang ihre Mutter fast den ganzen Tag und brachte sie als Kind stets mit einem heiteren Lied ins Bett. Ihre ganze Familie, auch ihre jüngere Schwester, waren Mitglieder in einer lokalen Musik- und Blaskapelle. Nelly selbst spielte dort seit ihrem fünften Lebensjahr Querflöte. Höhepunkt des Vereinslebens war ein erster Platz beim Wereld Muziek Concours in Kerkrade.
Im Alter von zwölf Jahren bekam Sander ein Akkordeon, daneben interessierte sie sich mit 16 Jahren auch für die Gitarre. Beide Instrumente lernte sie zu spielen, doch der Gesang war ihr immer am liebsten. Als sie 20 Jahre alt war, erhielt sie das Angebot in einer Band mitzuwirken, was sie auch gerne annahm. Das Ensemble, in dem sie Bass spielte und zusätzlich auch sang, war sehr erfolgreich und hatte Auftritte in den gesamten Niederlanden. Nachdem sich die Band aufgelöst hatte, war Sander noch für weitere fünf Jahre Teil eines Duos.
Rein zufällig wurde im Sommer 2009 dem Kölner Hitproduzenten Francesco Bruletti ein Video-Link zu einer niederländischen Version einer seiner Titel zugeschickt. Als der Musikproduzent daraufhin ein wenig weiter im Internet herumstöberte, stieß er auf die Stimme von Nelly Sander. Einige wenige Tage später trafen sich die beiden erstmals im Studio und die Solo-Karriere von Sander war geboren.
Nelly Sander lebt heute in Belgien.

## Alben
- 2011: Träum mit mir (Seven Days Music)
- 2015: Wenn wir uns nie begegnet wär'n (Telamo)

## Singles
- 2010: Tu' mir nicht weh (Romeos Erben feat. Nelly Sander)
- 2010: Wo sind die Sterne? (Romeos Erben feat. Nelly Sander)
- 2010: Frohe Weihnacht (Romeos Erben feat. Nelly Sander)
- 2011: Tausend Mal und mehr
- 2011: Wenn du mit dem Herzen siehst
- 2011: Solang es Liebe gibt
- 2012: Hörst Du mein Herz?
- 2012: Einmal noch mit dir
- 2013: Tanz mit mir
- 2013: Vielleicht noch mal mit dir
- 2014: Lieb' mich heut' Nacht
- 2015: Aus Liebe
- 2015: Wenn wir uns nie begegnet wär'n
- 2015: Irgendwann bin ich wieder frei
- 2016: Lüg' und sag' – Ich liebe dich
- 2016: Wir sind wie 1.000 Feuer
- 2017: Sag Lara...
- 2017: Du nimmst den Regen aus meinem Leben
- 2017: Zeichen und Wunder
- 2018: Immer nur das Herz
- 2018: Sonnenvögel
- 2018: Wenn die Nacht nach Liebe schreit

| Personendaten    | Personendaten                    |
| ---------------- | -------------------------------- |
| NAME             | Sander, Nelly                    |
| KURZBESCHREIBUNG | niederländische Schlagersängerin |
| GEBURTSDATUM     | 13. Oktober 20. Jahrhundert      |
| GEBURTSORT       | Montfort (Limburg)               |